# کوتری
کوتری (به انگلیسی: Kotri) یک تعلقه یا تحصیل در پاکستان است که در ناحیه جام‌شورو واقع شده‌است.